# Baerietta allisonae
Baerietta allisonae är en plattmaskart som beskrevs av Schmidt 1980. Baerietta allisonae ingår i släktet Baerietta och familjen Nematotaeniidae. Inga underarter finns listade i Catalogue of Life.